# Собор Овьедо
Кафедральный собор Овьедо (исп. Santa Basílica Catedral de San Salvador de Oviedo) — трёхнефный, построенный преимущественно в готическом стиле собор в астурийском городе Овьедо. Период строительства — между 1388 и 1539 годами, с 1872 года — малая базилика. Стиль собора неоднородный, существуют элементы из других архитектурных эпох, например ренессанса. Фасад выполнен архитекторами Хуаном де Бадахосом и Педро де Буересом. В каждом из нефов расположена капелла. В капелле короля Альфонса II Астурийского находится барочная крипта с захоронениями королей Астурии. Помимо этого, в клуатре имеется музей, в котором выставлены археологические артефакты.
К собору относится Святая палата (исп. Cámara Santa), построенная в IX веке.